# Список Героев Украины/Р
В настоящем списке в алфавитном порядке представлены люди, получившие почётное звание Герой Украины, чьи фамилии начинаются с буквы «Р».
- Список содержит информацию о дате указа присвоения почётного звания, роде деятельности награждённых и годах их жизни.

## Список людей, фамилии которых начинаются с «Р»
| №  | Фамилия, Имя Отчество          | Дата Указа | Деятельность | Годы жизни              |
| -- | ------------------------------ | ---------- | --- | ----------------------- |
| 1  | Ровчак, Андрей Яковлевич       | 10.11.2008 | Председатель сельскохозяйственного кооператива «Восток», Изюмский район Харьковской области                                                            | род. 05.02.1953         |
| 2  | Роговцева, Ада Николаевна      | 12.07.2007 | Народная артистка Украины, Киев | род. 16.07.1937         |
| 3  | Родителев, Сергей Васильевич   | 23.08.2001 | Бригадир проходчиков государственного акционерного общества «Шахта им. Н. И. Сташкова» холдинговой компании «Павлоградуголь», Днепропетровская область | род. 18.09.1958         |
| 4  | Роик, Вера Сергеевна           | 19.08.2006 | Мастер художественной вышивки, Симферополь | 25.04.1911 - 03.10.2010 |
| 5  | Рой, Александр Иванович        | 21.08.2003 | Бригадир комплексной бригады шахты N 9/10 АО «Марганецкий горно-обогатительный комбинат», Днепропетровская область                                     | род. 07.11.1957         |
| 6  | Романчук, Николай Павлович     | 21.08.2007 | Генеральный директор акционерного общества «Дамен Шипярдс Океан», Николаев                                                                             | род. 18.04.1957         |
| 7  | Ротару, София Михайловна       | 07.08.2002 | Народная артистка Украинской ССР, Народная артистка Молдавской ССР, Народная артистка СССР, Почётным гражданин Автономной Республики Крым              | род. 07.08.1947         |
| 8  | Руденко, Николай Данилович     | 19.12.2000 | Писатель, Киев | 19.12.1920—01.04.2004   |
| 9  | Руденко, Сергей Евсеевич       | 23.08.2007 | Начальник участка по добыче угля шахты «Возрождение» государственного предприятия «Львовуголь»                                                         | род. 26.04.1956         |
| 10 | Рыженков, Александр Николаевич | 21.08.2010 | Председатель правления акционерного общества «„Донецксталь“ — металлургический завод», Донецк                                                          | род. 05.06.1950         |